# Йоан VIII (антипапа)
Вижте пояснителната страница за други личности с името Йоан VIII.
Папа Йоан VIII или папа Йоан (на латински: Ioannes) е антипапа на Римокатолическата църква през 844.
След смъртта на Григорий IV архидяконът Йоан е провъзгласен за папа чрез народна акламация, докато нобилитетът избира Сергий, римлянин от знатен произход. Опозицията е потушена, като Сергий се намесва и спасява живота на Йоан. Сергий е посветен незабавно, без да е търсено потвърждение от франкския двор.